# Descomponedor

Los hongos de este árbol son descomponedores.

Los descomponedores son organismos que descomponen los organismos muertos o en descomposición, llevan a cabo la descomposición, un proceso posible solo por ciertos reinos, como los hongos. Al igual que los herbívoros y los depredadores, los descomponedores son heterótrofos, lo que significa que utilizan sustratos orgánicos para obtener su energía, carbono y nutrientes para el crecimiento y desarrollo. Si bien los términos descomponedor y detritívoro a menudo se usan indistintamente, los detritívoros ingieren y digieren materia muerta internamente, mientras que los descomponedores absorben nutrientes directamente a través de procesos químicos y biológicos externos. Por lo tanto, los invertebrados como las lombrices de tierra, las cochinillas y los pepinos de mar son técnicamente detritívoros, no descomponedores, ya que deben ingerir nutrientes, no pueden absorberlos externamente.

## Hongos
El principal descomponedor de la basura en muchos ecosistemas son los hongos. A diferencia de las bacterias, que son organismos unicelulares y también descomponedores, la mayoría de los hongos saprotróficos crecen como una red ramificada de hifas. Si bien las bacterias están restringidas a crecer y alimentarse en las superficies expuestas de materia orgánica, los hongos pueden usar sus hifas para penetrar en trozos más grandes de materia orgánica, debajo de la superficie. Además, solo los hongos que descomponen la madera han desarrollado las enzimas necesarias para descomponer la lignina, una sustancia químicamente compleja que se encuentra en la madera. Estos dos factores hacen que los hongos sean los principales descomponedores en los bosques, donde la hojarasca tiene altas concentraciones de lignina y, a menudo, se presenta en grandes trozos. Los hongos descomponen la materia orgánica mediante la liberación de enzimas para descomponer el material en descomposición, después de lo cual absorben los nutrientes en el material en descomposición. Las hifas que se utilizan para descomponer la materia y absorber nutrientes también se utilizan en la reproducción. Cuando dos hifas de hongos compatibles crecen cerca una de la otra, se fusionarán para reproducirse y formarán otro hongo.

## Otras lecturas
- Bear, MH; Hendrix, PF; Cheng, W (1992). «Microbial and faunal interactions and effects on litter nitrogen and decomposition in agroecosystems». Ecological Monographs 62 (4): 569-591. JSTOR 2937317. doi:10.2307/2937317.
- Hunt HW, Coleman DC, Ingham ER, Ingham RE, Elliot ET, Moore JC, Rose SL, Reid CPP, Morley CR (1987) "The detrital food web in a shortgrass prairie". Biology and Fertility of Soils 3: 57-68
- Smith TM, Smith RL (2006) Elements of Ecology. Sixth edition. Benjamin Cummings, San Francisco, CA.

- Datos: Q842391